# Walkeria uva
Walkeria uva är en mossdjursart som först beskrevs av Carl von Linné den yngre 1758.  Walkeria uva ingår i släktet Walkeria och familjen Walkeriidae. Arten är reproducerande i Sverige. Inga underarter finns listade i Catalogue of Life.